# Federação dos francófonos de Terra Nova e Labrador
Federação dos francófonos de Terra Nova e Labrador (FFTNL) é organização sem fins lucrativos que trabalha para defender e promover os direitos e interesses da comunidade francófona e acadianos de Terra Nova e Labrador.